# NGC 6442
NGC 6442 ist eine 13,4 mag helle elliptische Galaxie vom Hubble-Typ E1 im Sternbild Herkules, die schätzungsweise 291 Millionen Lichtjahre von der Milchstraße entfernt ist.
Das Objekt wurde am 2. Juni 1864 von Albert Marth entdeckt.